# Tinlicker
Tinlicker — нидерландский музыкальный дуэт, состоящий из Миши Хейбур (нидерл. Micha Heyboer) и Йорди ван Эгмонда (нидерл. Jordi van Achthoven).

## История
Tinlicker был основан в Утрехте в 2012 году Мишей Хейбуром, как сторонний сольный проект. В статусе сольного проекта в 2013 году был выпущен первый альбом Remember the Future.
Позже в 2014 году Мишу и Йорди ван Эгмонда познакомил их общий знакомый, который сотрудничал с обоими музыкантами и выступал в роли пиар-менеджера. Уже в том же 2014 году музыканты выпустили свой первый совместный сингл Like No Other.
По собственному признанию музыкантов на их музыку оказали сильное влияние Front 242, The Prodigy, The Chemical Brothers, Underworld, Tricky, Portishead, а также музыкальные стили драм-н-бейс, транс и габбер.

## Дискография

### Альбомы
- It’s My First Time Here (2012)
- Remember the Future (2013)
- This Is Not Our Universe (2019)
- In Another Lifetime (2021)
- Cold Enough For Snow (2024)[7]

### Синглы и EP
- Remember the Future (2013)
- Empty Skies (2013)
- Like No Other (2014)
- Into the Open (2015)
- Triangle (2016)
- The Space In Between (2016)
- Remember the Future (Remixed) (2016)
- Cookiebird / Needle (2016)
- Automatic (2016)
- Soon You’ll Be Gone (feat. Thomas Oliver) (2017)
- Because You Move Me (2017)
- Jalapeño (2017)
- Shadowing / Motion (2017)
- Nothing Without You (2018)
- If I Was / Wanderer (2018)
- Dream with Somebody (2018)
- Because You Move Me II (2018)
- About You (2018)
- Feld / Anthracite (2019)
- Lost (2019)
- Need You (2019)
- The Walk / Bird Feeder (2019)
- The Tide / Fisherman (2020)
- W.T.F. (2020)
- Sleepwalker (2020)
- Paradise (2020)
- Children (2020) (совместно с Robert Miles)
- Tell Me (2020)
- Run Away (2021)
- Because You Move Me III (2021)
- Lost Gravity (2021)
- Hypnotised / I Can Feel (2021)
- Be Here and Now (2021)
- You Take My Hand (2021)
- Just To Hear You Say (2022)
- Healing Forest (2022)
- Always Will (2022)
- Fade Into Black (2022)
- Perfect Mistakes (2022)
- Choir To The Wild (2022)
- All That I Lost (2023)
- Starchaser (2023)
- Slipstream (2023)
- This Life (2023)
- Nothing To Lose (2024)
- Nowhere to Go (2024) (совместно с Брайаном Молко)
- Blowfish (2024)
- Where Did I Go (2024)